# Бонифика Холл
Бонифика Холл (англ. Bonifika Hall) — закрытый спорткомплекс, расположенный в Копере, Словения. Рассчитан на 5000 мест. Зал является частью спортивного комплекса Bonifika, включающего в себя малый легкоатлетический стадион, стадион и крытый бассейн.
Спорткомплекс расположен на пересечение дороги, соединяющей исторический центр города и новые жилые районы, и пути между набережной города Копер и общественного парка. На соседнем участке расположен новый плавательный бассейн центра.
На арене проходят соревнования по баскетболу, волейболу и гандболу, а также концерты. Возможно проведение хоккейных матчей.

## Соревнования
С 4 сентября по 9 сентября на Bonifika Arena прошли матчи группового этапа (Группа D) Евробаскета 2013 — между сборными Греции, Финляндии, Италии, Швеции, России и Турции.
- Чемпионат Европы по баскетболу 2013 — 4 — 22 сентября 2013